# Slaget vid Lake George
Slaget vid Lake George var en serie träffningar som utkämpades den 8 september 1755 mellan den brittiska kronans och den franska kronans trupper, bägge med indianska allierade, strax söder om vad som idag är tätorten Lake George i nordöstra delen av staten New York.

## Bakgrund
Efter överfallet på Jumonville och George Washingtons förödmjukande kapitulation 1754 beslöt Londonregeringen att överföra större truppstyrkor till Brittiska Amerika och inleda en offensiv mot Nya Frankrike, trots att fred rådde i Europa. Den nyutnämnde brittisk militärbefälhavaren Edward Braddock planlade för 1755 offensiva operationer i tre riktningar; dels mot Fort Duquesne och Ohiolandet, dels mot de franska forten vid Ontariosjön, dels mot Fort Saint-Frédérick vid Lake Champlain. Även Frankrike skickade för första gången sedan 1655 reguljära arméförband till Kanada. De brittiska planerna stäcktes dock när den viktigaste expeditionen, den mot Fort Duquesne, som stod under Braddocks personliga befäl, led ett förödande nederlag mot underlägsna franska och indianska styrkor. Braddock själv stupade och hans papper föll i fiendens händer. Där kunde de i klartext ta del den brittiska operativa planläggningen.
Den franske generalguvernören beslöt att det var viktigast att skydda forten vid Ontariosjön och beordrade dit en fransk armé om fyratusen man under Jean-Armand de Dieskau. När armén samlades inkom nya uppgifter, som sade att en brittisk expedition bestående av 3 000 man provinstrupper och omkring 300 indianska allierade under William Johnson redan hade avmarscherat för att anfalla norrut i Lake Champlain-området. Ett framgångsrikt anfall den vägen skulle hota Montréal. Dieskaus armé fick därför order om att skyndsamt bege sig till uppför Richelieufloden. Den kvarlämnade dock förstärkta garnisoner vid Ontariosjön, så att dess styrka uppgick till 1 500 reguljära soldater, 1 000 man kanadensisk milis och 5-600 allierade indianer.

## Framryckningen mot Fort Lyman
Dieskaus armé låg i läger vid Fort Saint-Frédéric när man den 27 augusti fick underrättelser om att William Johnsons armé befann sig vid Fort Lydius vid Hudsonfloden. Dieskau beordrade då sin armé att börja förflytta sig söderut, för att kunna möta sina fiender i ödemarken söder om det franska fortet. Man hade inte hunnit långt förrän fångförhör avslöjade, att huvuddelen av Johnsons armé redan befann sig vid den södra änden av Lake George, och att endast 900 soldater var kvar vid Fort Lydius. Dieskau beslöt då att kringgå Johnsons armé och rycka fram mot Fort Lydius, med mål att förinta den brittiska garnisonen där. För denna uppgift avdelade han fyra kompanier från sina två reguljära infanteriregementen samt 700 kanadensiska milissoldater och 600 abenakiska och mohawkiska krigare. Expeditionen ställdes under hans eget befäl. När Dieskaus expedition nådde Fort Lydius upptäckte man att handelsstationen hade förvandlats till ett fort, Fort Lyman. Fortet var visserligen fortfarande under byggnad, men utgjorde redan ett beaktansvärt fäste. Abenakerna och mohawkerna vägrade att anfalla en befäst ställning och Dieskau tvingades överge sina planer.

## Slaget

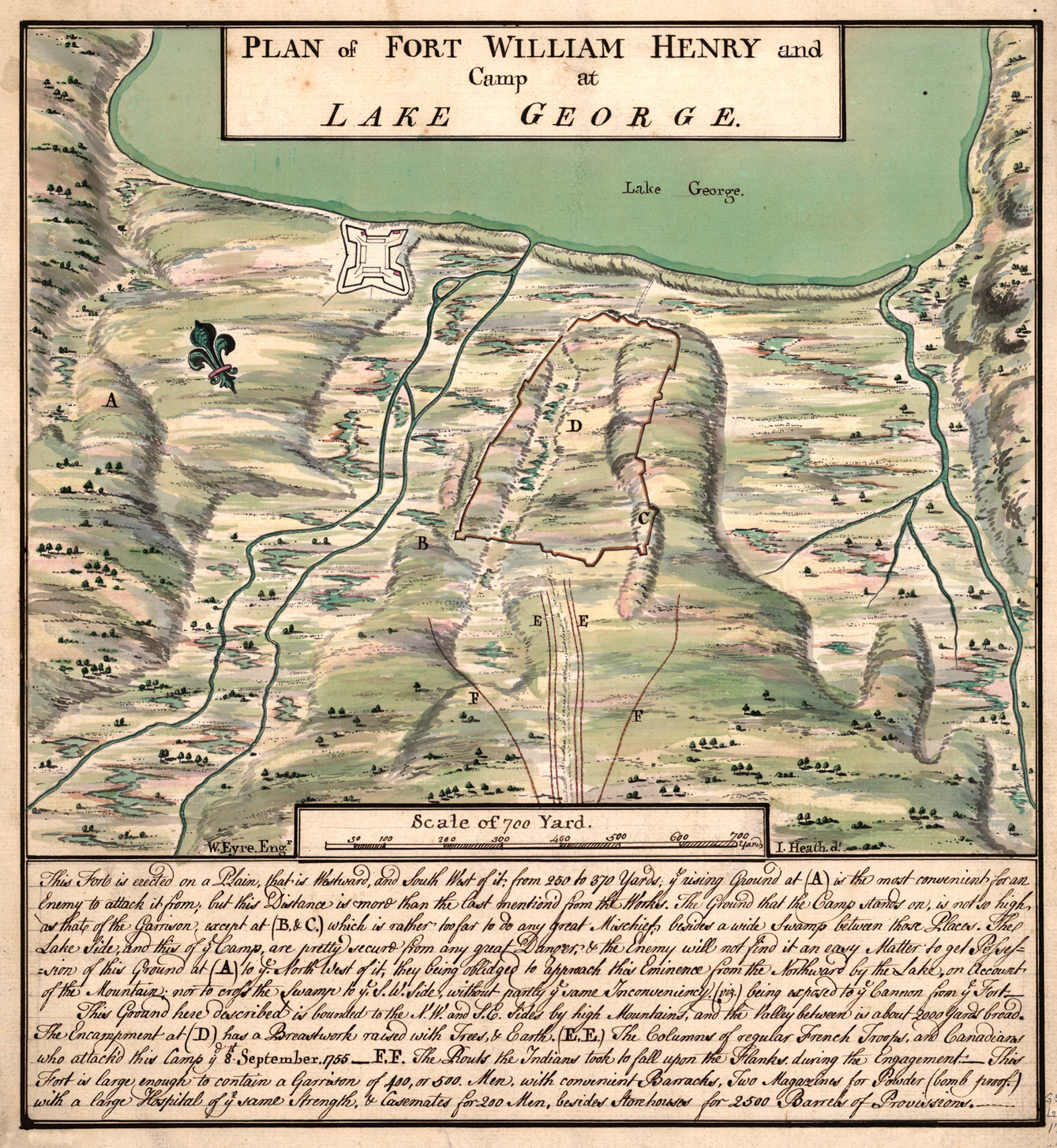
William Johnsons befästa läger under slaget vid Lake George är utmärkt med bokstaven D på denna samtida karta. Skansen norr därom är Fort William Henry, som Johnson började anlägga efter slaget. Ritad av Johnsons ingenjör, William Eyre.

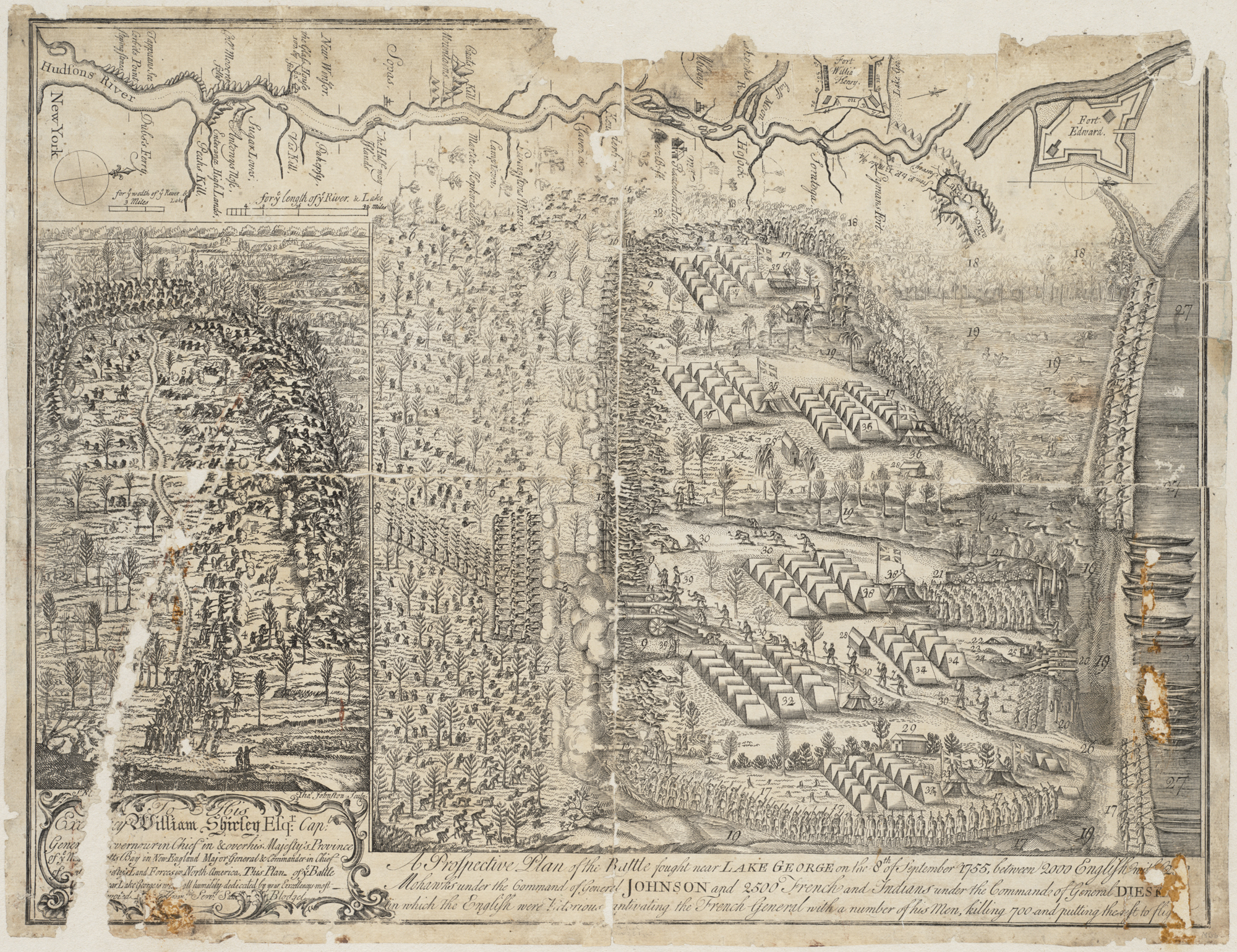
En skiss som visar de reguljära franska truppernas anfall mot Johnsons befästa läger.

### Första träffningen
Abenakerna och mohawkerna var villiga att attackera William Johnsons läger vid Lake George. Dieskaus expedition började därför avancera norrut efter den brittiska militärväg som ledde från Fort Lyman till södra änden av Lake George. De fyra reguljära kompanierna marscherade på vägen, abenaker, mohawker och kanadensisk milis ryckte fram på bägge sidorna av den. När expeditionen var ungefär 5 km från Lake George upptäckte deras spanare, att en brittisk truppstyrka var på väg söderut mot dem. William Johnson hade nämligen fått information om att fransmännen var i färd med att anfalla Fort Lyman och hade därför skickat ut en undsättningsstyrka om cirka ettusen man. När Dieskau fick rapport om den fientliga styrkans anmarsch, förberedde han ett överfall på den. De reguljära trupperna gick i ställning på vägen, medan abenaker, mohawker och kanadensare skickades fram på bägge sidor om denna. Syftet var att britterna skulle fångas som i en säck. 
Den efterföljande träffningen, som i brittisk-amerikanska källor är känd som The Bloody Morning Scout, utvecklade sig dock inte som Dieskau tänkt sig. Längst fram vid "säckens" mynning befann sig ett antal mohawker från Kahnawake. När de upptäckte att ett antal mohawker från Irokesförbundet, under hövdingen Theyanoguin, tillhörde den fientliga styrkans förtrupp ville de ge sina bröder en möjlighet att dra sig ur den kommande striden. De anropade därför dem och en kort ordväxling utspann sig mellan de bägge sidornas irokeser. Sedan började någon skjuta och mohawker och abenaker stormade de brittiska leden, tätt följda av sina kanadensiska stridskamrater. En våldsam närstrid bröt ut med mohawker stridande på bägge sidorna, och den gamle Theyanoguin blev skild från de övriga. I skogen mötte han några kvinnor och unga pojkar vilka tillhörde Kahnawake-mohawkernas tross och blev dödad och skalperad av dem. Det överraskande anfallet blev inte det förintande slag som Dieskau planerat, men panik utbröt i den brittiska styrkan och den flydde i oordning tillbaka till lägret vid Lake George.  

### Andra träffningen
Abenaker och mohawker följde de flyende brittiska styrkan, som tog sin tillflykt till William Johnsons läger vid södra änden av Lake George. Utan att ha rekognoserat fiendens ställningar beordrade Dieskau ett allmänt anfall. Till hans överraskning var lägret skyddat av i all hast uppställda trossvagnar och nedhuggna trädstammar. I fronten fanns fyra fältartilleripjäser. Trots detta insisterade Dieskau på att anfallet skulle fortsätta. Abenaker, mohawker och kanadensare tog skydd bakom träden och öppnade eld mot Johnsons läger, men de reguljära kompanierna försökte storma. Det brittiska artilleriet under kapten William Eyre sköt dock sönder dem och hela anfallet kom av sig för att mot eftermiddagen se ut att helt dö ut. Dieskau var sårad tre gånger, men vägrade att bli bortburen när hans ställföreträdare beordrade reträtt. Britterna gjorde ett utfall men det slogs tillbaka. Dieskau blev dock skjuten en fjärde gång, nu i underlivet, och föll sedan i krigsfångenskap. 

### Tredje träffningen
Efter det misslyckade anfallet mot Johnsons läger återvände många abenaker, mohawker och kanadensare till platsen för den första träffningen, där de lämnat sina packningar. När de satt där och åt och drack blev de överrumplade och nedgjorda av en styrka om cirka 210 provinssoldater från New York och New Hampshire, som skickats upp från Fort Lyman för att spana, eftersom striden hade hörts ända ned till Hudsonfloden. Denna träffning  kallas i brittisk-amerikanska källor Bloody Pond då de stupade kastades i en liten tjärn i närheten, som därav fick sitt namn ("blodiga tjärnen"). 

## Efterspelet
William Johnson hade tidigt blivit sårad under striden och hade ingen del i dess för den brittiska kronan lyckliga utgången. Han vägrade trots uppmaningar från sina underlydande chefer att förfölja den retirerande franska styrkan. Till sitt försvar anförde han, att det inte fanns tillräckligt med trossvagnar och att truppen var illa klädd, led av matbrist, var missnöjd, olydig och sjuklig.  Johnsons seger var taktisk och inte strategisk; Dieskau lyckades förhindra att Johnsons expedition uppnådde sitt mål att ta Fort Saint-Frédérick. Den stod dock i skarp kontrast till årets övriga misslyckade militära företag, inte minst genom att den fientlige befälhavaren tillfångatogs. Som belöning upphöjdes Johnson till baronet och fick mottaga en gåva om 5 000 pund sterling från parlamentet. 
Dieskau överlevde sina sår. Han togs som krigsfånge först till New York och sen till London. Såret i underlivet vägrade att läkas och han tilläts tillbringa tid i Bath för att försöka kurera sig. Efter fredsslutet 1763 fick han återvända till Frankrike. Hans beslut, framförallt för att han mot order kvarlämnade större delen av sin armé innan han började framryckningen söderut, utsattes för hård kritik både av hans omedelbare överordnade, Nya Frankrikes generalguvernör, och av sina egna underlydande chefer vilka försvarade sig mot anklagelser att ha kvarlämnat honom på slagfältet.

## Appendix
- Slagordningen vid slaget vid Lake George